# Gerechtelijke Politie bij de Parketten
De gerechtelijke politie bij de parketten van de procureurs des Konings  was een onafhankelijk Belgisch politiekorps dat tussen 1919 en 2000 heeft bestaan.
Op 31 december 2000 werd de GPP in het kader van het Octopusakkoord (de politiehervorming) afgeschaft en overgeheveld naar de gerechtelijke diensten van de Federale Politie (sinds 2005: Federale Gerechtelijke Politie).
De gerechtelijke politie stond rechtstreeks onder de bevoegdheid van de minister van Justitie, wat haar onafhankelijkheid garandeerde. Ze had enkel repressieve taken en bevoegdheden: het voeren van opsporings- en gerechtelijke onderzoeken. Het korps had geen administratieve of bestuurlijke opdrachten (ordehandhaving, verkeer,...).
Bij de politiehervorming had de gerechtelijke politie ongeveer 1.440 mensen in dienst. Tijdens zijn bestaan hield de dienst het exacte personeelsaantal strikt geheim. De dienst heeft zich overigens altijd gehuld in een zweem van mysterie.
De prioriteiten van de gerechtelijke politie lagen voornamelijk maar niet uitsluitend bij het bestrijden van de georganiseerde economische en financiële criminaliteit en onderzoeken waarbij wetenschappelijke/technische recherche nodig was.
Mede daarom werd vanaf 1991 enkel nog gerekruteerd op basis van een diploma van de hogeschool of universiteit. De onderzoekers werden opgeleid aan de Nationale School voor Criminologie en Criminalistiek (NSCC), waar eveneens de inspecteurs van de Dienst voor de Veiligheid van de Staat werden opgeleid. De NSCC werd bij de politiehervorming afgeschaft.

## Geschiedenis
Na de Belgische onafhankelijkheid werd de organisatie van een gerechtelijke politie een onderwerp dat regelmatig terugkeerde in discussies onder strafpleiters en binnen zowel de lokale en als de nationale politiek. Noch de lokale politie, noch de rijkswacht besteedden op dat ogenblik veel aandacht aan de gerechtelijke vervolging. Institutionele problemen en een algemeen gedeelde desinteresse zorgden ervoor dat men steeds minder opgewassen was tegen georganiseerde criminaliteit, die zich over de gemeentelijke en arrondissementele grenzen heen manifesteerde.

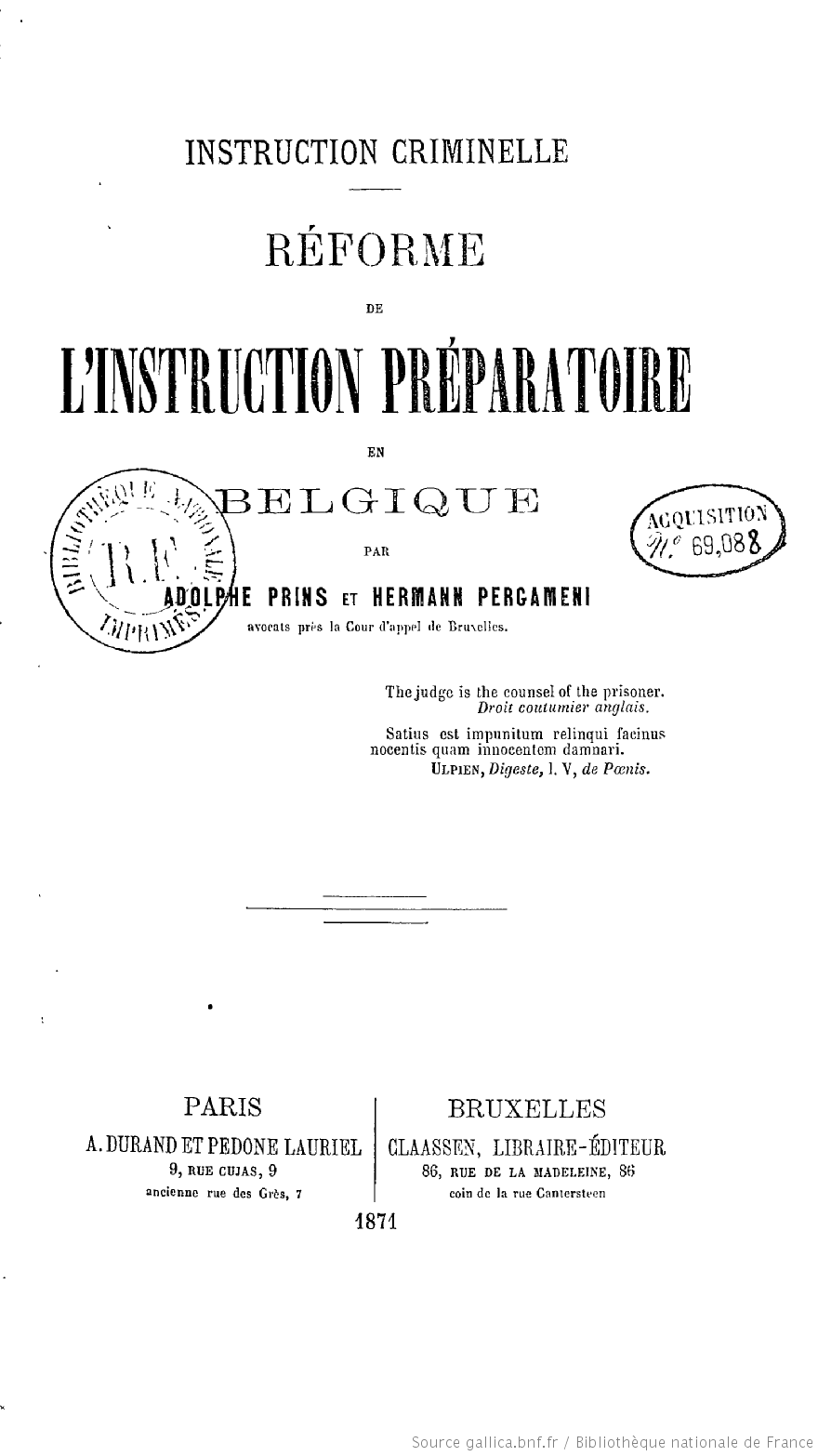

Vanaf de jaren 1870 werden daarom verschillende voorstellen geformuleerd om de ordediensten meer armslag te geven. Een van deze voorstellen kwam van Adolphe Prins en Hermann Pergameni, die in hun Réforme de l'instruction préparatoire en Belgique de oprichting van een autonome gerechtelijke politie voorzagen. Deze moest in hun ogen onafhankelijk van de administratieve politie functioneren en rechtstreeks verantwoording afleggen aan het openbaar ministerie. Zodoende kwam de gerechtelijke politie onder het gezag te staan van het ministerie van Justitie. De interne eenheid en administratie konden verzorgd worden door het hoofd van deze politie, die op voorstel van de minister van Justitie door de Koning diende benoemd te worden. In 1879 probeerde Prins, zonder succes, om de toenmalige minister van Justitie te overtuigen van het nut van een dergelijke hervorming. Niettemin zouden de ideeën van Prins en Pergameni de basis vormen voor de latere gerechtelijke politie.
Een van de pijnpunten bij de oprichting van een gerechtelijke politie was dat men op gemeentelijk niveau het gevoel zou kunnen krijgen dat men hiermee een aanzienlijk deel van zijn autonomie zou moeten afstaan. Het is dan ook enigszins paradoxaal dat de eerste concrete poging om een eenheid van de gerechtelijke politie op te richten plaatsvond in Brussel. In 1872 ging de gemeenteraad van Brussel over tot het instellen van een gerechtelijke divisie bij de Brusselse politie. Het project moest in 1880 tijdelijk opgeschort worden, omdat de Brusselse gemeenteraad over onvoldoende budgettaire armslag beschikte om de gerechtelijke politie in stand te houden. Ondanks meerdere vragen aan de Belgische regering, werd door de Belgische Staat geen geld vrijgemaakt voor het verderzetten van de gerechtelijke politie van Brussel. In 1883 stelde de toenmalige burgemeester van Brussel, Charles Buls, voor om de gerechtelijke politie onder een andere vorm nieuw leven in te blazen. Hij zag de gerechtelijke politie als onderdeel van het parket. Zodoende kon ook de administratieve gemeentelijke politie een duidelijk afgelijnd lokaal mandaat behouden. Door de gerechtelijke politie toe te vertrouwen aan het gezag van de procureur-generaal kon tevens voorkomen worden dat er ongewenste uitwassen ontstonden.
De Eerste Wereldoorlog gaf de twijfelaars stof tot nadenken. Ten gevolge van erbarmelijke leefomstandigheden nam de criminaliteit in bezet België sterk toe. De vervolging van dit banditisme liep spaak doordat de lokale politie te weinig georganiseerd was en doordat de rijkswacht zich samen met het Belgische leger achter de IJzer bevond.
In 1919 bleek het dan ook veel minder moeilijk te zijn om in het parlement een breed draagvlak te vinden voor de oprichting van een gerechtelijke politie. In de Senaat werd de wettekst zelfs met unanimiteit aanvaard.
De "Wet tot instelling van rechterlijke officieren en agenten bij de parketten" van 7 april 1919 bepaalde het institutioneel kader. Het nieuwe politiekorps stond onder het gezag en onder het toezicht van de procureurs-generaal en onder het bestuur van de procureurs des Konings van het desbetreffende arrondissement. Artikel 1 van de wet voorziet enige vrijheid qua interne organisatie: "De Koning kan, binnen het gebied van elk Hof van beroep, rechterlijke officieren en rechterlijke agenten instellen; hij bepaalt het getal hunner naargelang van de vereischten van den dienst […]".
Tijdens de Tweede Wereldoorlog veranderde in de praktijk  in wezen weinig. Nochtans was de ordehandhaving in het algemeen wel een punt van discussie onder de verschillende actoren die in België actief waren tijdens de bezetting. De Conventie van Den Haag (1907) schreef immers voor dat dat de ordehandhaving in een bezet land de verantwoordelijkheid was van de bezettende macht. De aanwezigheidspolitiek van het Belgische establishment zorgde er mede voor dat de werking van de Belgische politiediensten kon worden voortgezet. De gerechtelijke politie werkte onder de administratieve voogdij van de secretaris-generaal van Justitie Gaston Schuind. Het was onder andere door zijn inmenging dat de gerechtelijke politie uiteindelijk niet werd overgeheveld naar het domein van Binnenlandse Zaken, zoals de secretaris-generaal van dat ministerie, Gérard Romsée, dit had gewenst.
De samenwerking van de Duitse Militärverwaltung met de Belgische administratie was alvast een noodzaak voor de bezetter. De Duitse politiediensten, de Feldgendarmerie, de Geheime Feldpolizei en de Sipo-SD beschikten in de loop van de bezetting over onvoldoende manschappen om de orde zelfstandig te handhaven. Er moest een maximaal rendement gehaald worden uit de bestaande Belgische diensten. De rust en de orde garanderen waren voor het militair bestuur cruciaal om een daadkrachtig economisch beleid te kunnen voeren.
Na afloop van de oorlog werden geen drastische hervormingen doorgevoerd in het Belgische politiewezen. Geen van de regeringen in de eerste jaren na de oorlog voelde de nood om drastische hervormingen door te voeren. Een terugkeer naar de vooroorlogse situatie volstond. Aan de positie van de gerechtelijke politie werd niet geraakt. Het korps werd tijdens de bevrijdingsdagen versterkt om ervoor te zorgen dat de linkervleugel van het verzet onder controle kon worden gehouden.
In 1982 werd de toenmalige jeugdpolitie belast met de onderzoeken naar misdrijven gepleegd door en tegen kinderen, ingedeeld bij de gerechtelijke politie. In 1998 (als voorbereiding op de grote politiehervorming) werd het Hoog Comité van Toezicht, belast met de onderzoeken naar corruptie, overgeheveld van het Kabinet van de Eerste Minister naar de Gerechtelijke Politie. De hervorming van 2001 schudde het politielandschap grondig door elkaar. De gerechtelijke politie verdween als organisatie. In haar plaats kwam een federale politie, die op haar beurt moest instaan voor het handhaven van de openbare orde en de repressie van criminele activiteiten.

## Organisatie
Zoals bepaald in artikel 1 van de wet van 7 april 1919 stond de gerechtelijke politie onder het gezag en onder het toezicht van de procureur-generaal van het hof van beroep en onder het bestuur van de procureurs des Konings van de rechtbank van eerste aanleg. De gerechtelijke politie hing met andere woorden rechtstreeks af van het Ministerie van Justitie (ook tijdens de Tweede Wereldoorlog).

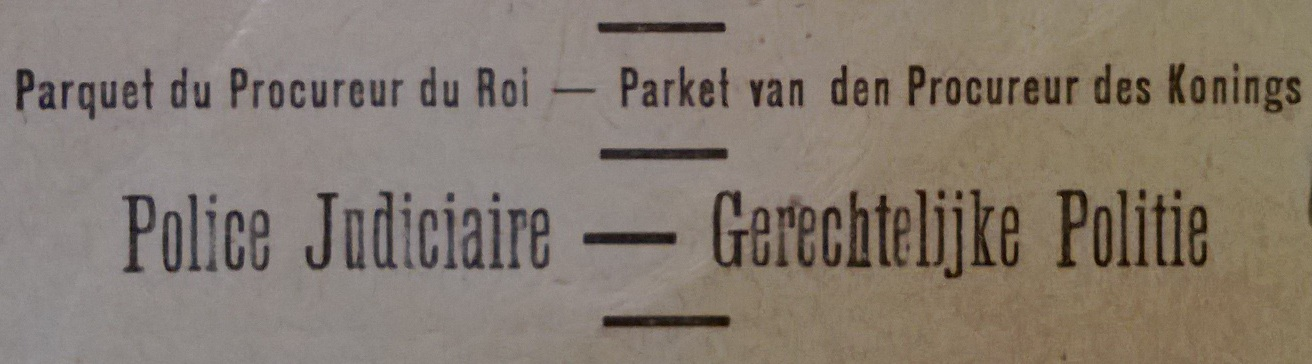

Met het KB van 26 september 1927 werd een "Comité tot regeling van de Gerechtelijke Politie" opgericht. Dit was samengesteld uit de drie procureurs-generaal, de procureurs des Konings van de voornaamste brigades van de gerechtelijke politie en de administratieve verantwoordelijke voor het politiekorps van het Ministerie van Justitie. Dit comité was het belangrijkste beslissings- en adviesorgaan voor de gerechtelijke politie (en haar laboratoria) en bepaalde de grote beleidslijnen van het korps. Met de oprichting van dit orgaan werd tevens de administratieve macht van de procureurs officieel in wetgeving omgezet. Een volgende organisatorische vernieuwing was de oprichting van een overkoepelend Commissariaat-generaal dat niet alleen zorgde voor de nationale coördinatie maar tevens instond voor de verdere centralisatie van nationale en internationale informatie.
Het Regentbesluit van 30 mei 1949 hechtte uiteindelijk een paritair samengestelde commissie van advies aan het comité tot regeling van de gerechtelijke politie. Deze commissie werd voornamelijk in het leven geroepen om als tegengewicht te fungeren voor de macht van de magistratuur.
Naast deze organen, die vooral gericht waren op de eigenlijke organisatie van de gerechtelijke politie, werd met het KB van 15 oktober 1920 ook aandacht besteed aan de inrichting van een adequate opleiding voor de agenten en officieren van de gerechtelijke politie. De "School voor criminologie en criminalistiek" verwelkomde studenten uit het brede spectrum aan juridische beroepen.

## Rangen bij de gerechtelijke politie bij de parketten
De volgende rangen waren van toepassing:
- commissaris-generaal voor gerechtelijke opdrachten
- hoofdcommissaris voor gerechtelijke opdrachten
- eerstaanwezend commissaris 1ste klasse voor gerechtelijke opdrachten
- eerstaanwezend commissaris  voor gerechtelijke opdrachten
- commissaris voor gerechtelijke opdrachten
- gerechtelijk officier
- eerstaanwezend gerechtelijk agent-inspecteur 1ste klasse met de graad van officier van gerechtelijke politie
- eerstaanwezend gerechtelijk agent-inspecteur met de graad van officier van gerechtelijke politie
- eerstaanwezend gerechtelijk agent-inspecteur zonder de graad van officier van gerechtelijke politie
- gerechtelijk agent-inspecteur

## Archief
- Ministerie van Justitie. Archief van het commissariaat-generaal van de gerechtelijke politie. Documentatiedienst
- Archief van de gerechtelijke politie bij het parket van Antwerpen[dode link]
- Archief van de gerechtelijke politie bij het parket van Bergen
- Archief van de gerechtelijke politie bij het parket van Hasselt
- Archief van de gerechtelijke politie bij het parket van Hoei
- Archief van de gerechtelijke politie bij het parket van Nijvel
- Archief van de gerechtelijke politie bij het parket van Tongeren
- Archief van de gerechtelijke politie bij het parket van Verviers